# Thr33 Ringz
Thr33 Ringz es el tercer álbum de estudio del ganador del Grammy, cantante y escritor de R&B, T-Pain. Fue lanzado el 11 de noviembre de 2008, debutando como el #4 en la Billboard 200 y como #1 en la Billboard Top R&B/Hip-Hop Albums Chart.